# Lintula kloster

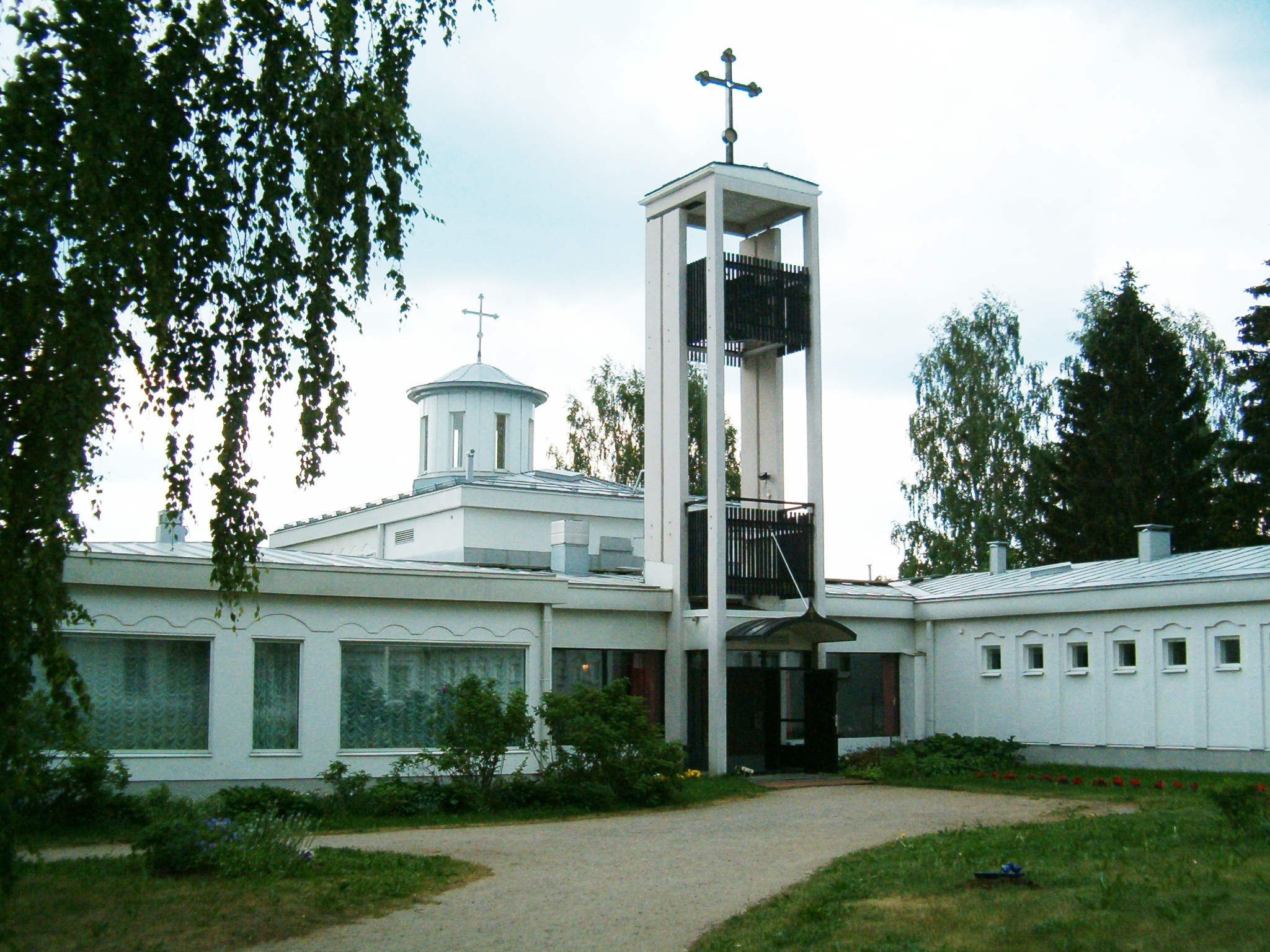
Lintula klosterkyrka.

Lintula är ett grekisk-ortodoxt nunnekloster i Heinävesi i Norra Karelen. 
Klostret ursprungligen grundat 1895 i Kivinebb på Karelska näset, fick officiell klosterstatus 1905 och har sedan 1946 arbetat i Heinävesi. De första åtta nunnorna kom till Lintula i Kivinebb från Kazanklostret i Moksa i Ryssland. Nunnorna lät bygga bostadshus och nödvändiga uthus samt grundade 1911 ett barnhem och en skola. Klostret blomstrade under åren före ryska revolutionen; som mest bodde och verkade omkring 60 nunnor där.
Åren mellan ryska revolutionen och vinterkriget var svåra för klostret, och 1939 evakuerades det med omkring 40 nunnor till Puntari by i Kuhmalax i Tavastland. Därifrån flyttade klostret 1946 slutligen till den nuvarande gården i Heinävesi. I nästan tre decennier tjänstgjorde gårdens sal som kyrka, men 1973 invigdes en ny kyrka som i likhet med klosterkyrkan i Kivinebb helgades åt den Heliga treenigheten. I klostret finns elva nunnor och fyra noviser (2005), som vid sidan av det andliga arbetet sysslar med trädgårdsskötsel, biodling, uppfödning av får och ljustillverkning; där tillverkas årligen omkring 8 ton ljus för den ortodoxa kyrkan i Finland.